# Reliquia cristiana

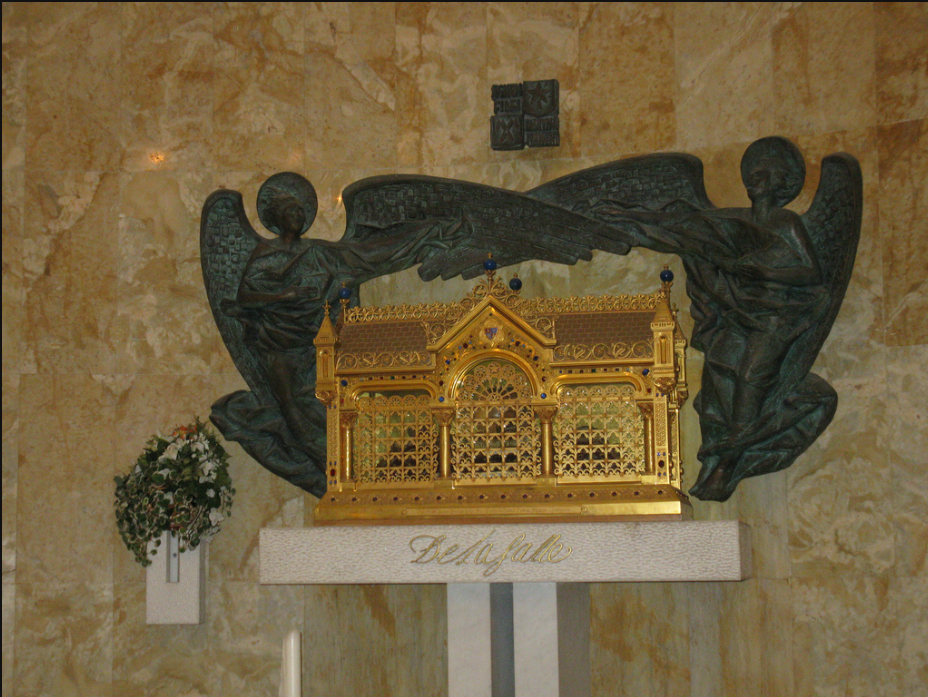
Urna con las reliquias de San Juan Bautista de La Salle en la casa generalicia de los FSC en Roma.

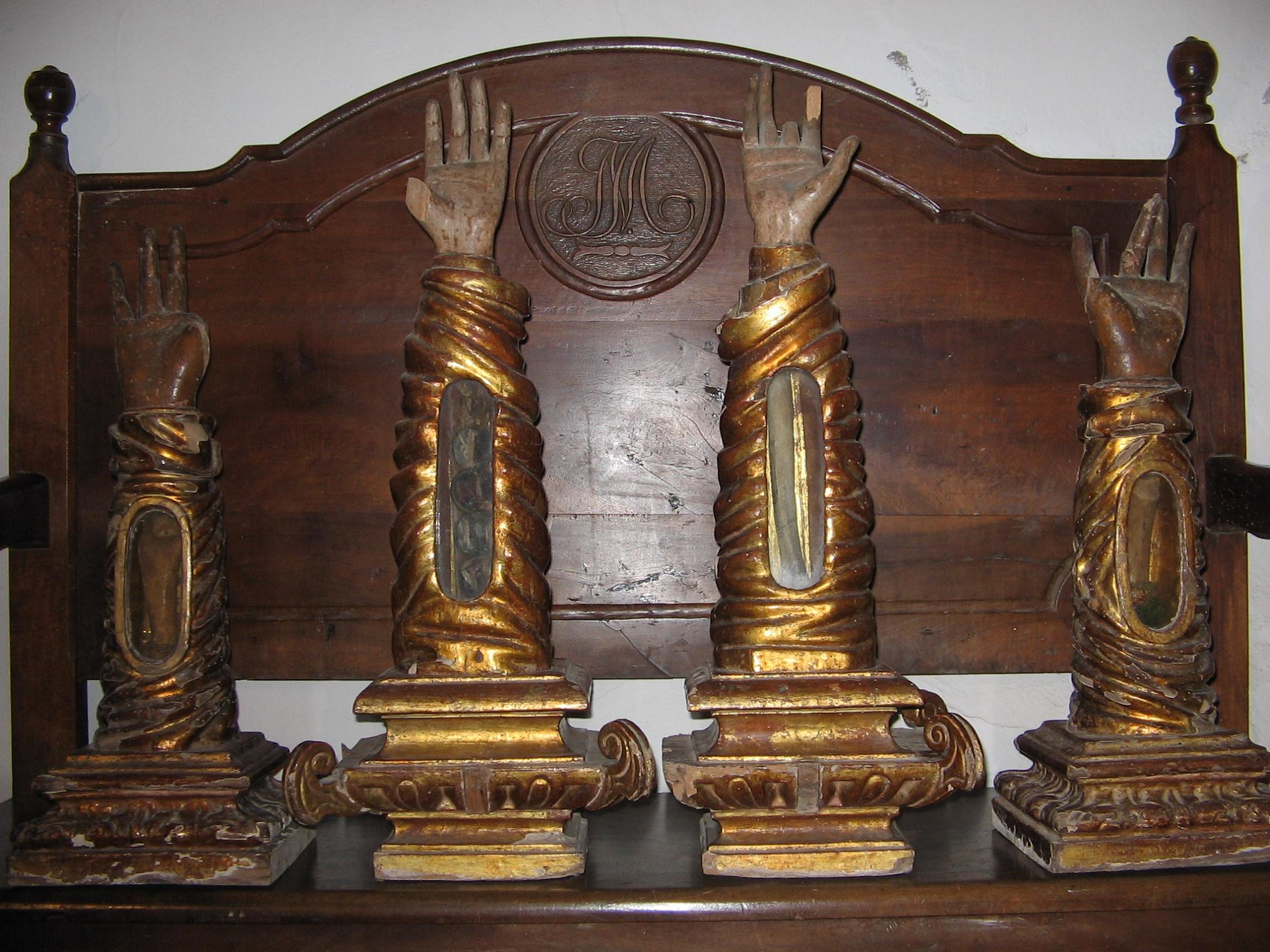
Relicarios en la Iglesia de San Pedro, Ayerbe, España.

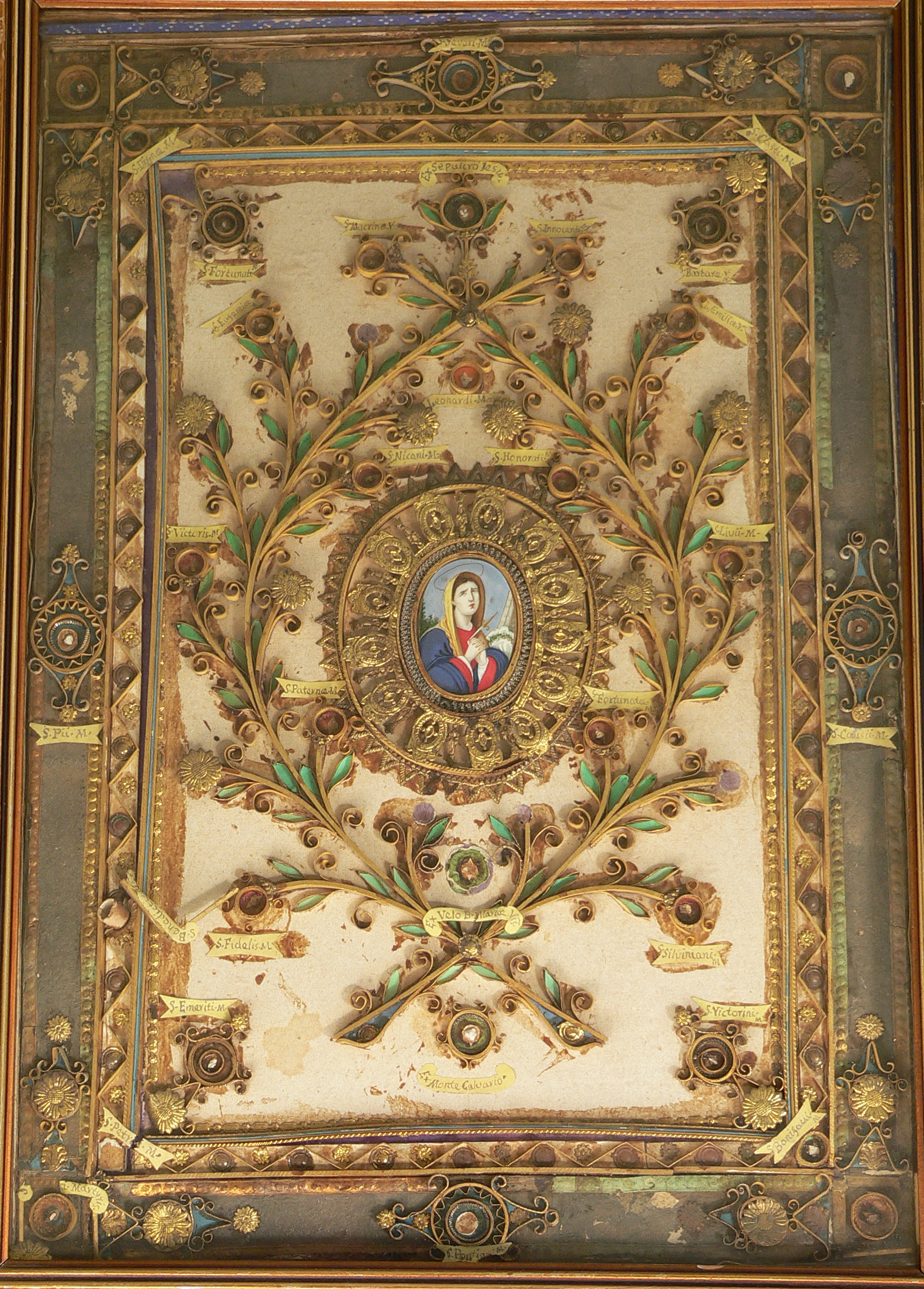
Relicario con bordados.

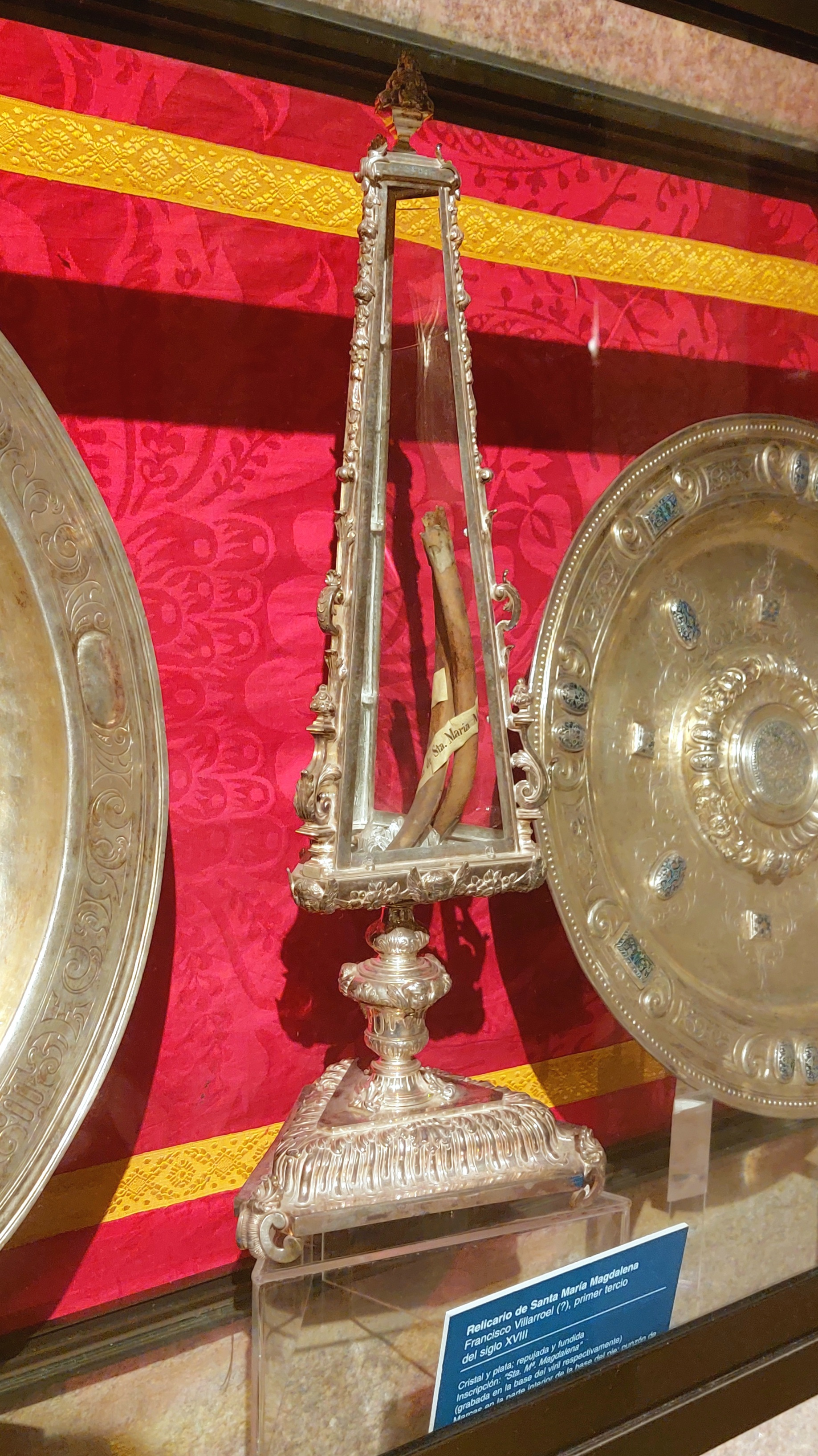
Reliquia de Santa María Magdalena en la Catedral de Orense.

En la Iglesia católica, se llama reliquias a los objetos asociados a la vida y pasión de Cristo, los cuales son los más apreciados, así como a los restos de los santos después de su muerte. En un sentido más amplio, una reliquia constituye el cuerpo entero o cada una de las partes en que se haya dividido, aunque sean muy pequeñas. Las reliquias también designan a los ropajes y objetos que pudieran haber pertenecido al santo en cuestión o haber estado en contacto con él, considerados dignos de veneración.
El culto a las reliquias se remonta a los principios del cristianismo: como consecuencia de las persecuciones comenzaron a conservarse y a tenerse en gran estima los objetos relacionados con los que habían muerto por la fe. Ejemplo de ello, San Ambrosio (siglo IV) recogió estos objetos después de la muerte de los santos Vital y Agrícola en su patíbulo en Bolonia y los llevó a la iglesia de Santa Juliana de Florencia. Los primeros restos recogidos de los que se tiene noticia (y documentación a través de los siglos) son los de san Esteban, primer mártir de la Iglesia católica. Agustín de Hipona da noticia en sus escritos sobre una de las piedras con que lapidaron a Esteban que fue llevada a Ancône (Francia), y que contribuyó a extender el culto y la devoción hacia este santo. En los Museos Vaticanos se conservan muchas reliquias de este tipo.
El culto a las reliquias ha sido un fenómeno de gran importancia social, económica y cultural. Representó una forma de piedad popular especialmente arraigada en la Edad Media, cuando el prestigio de los templos llegó a medirse en función de la riqueza de los relicarios que albergaban, y constituyó un motor importante de las peregrinaciones. Las reliquias poseían para los fieles cualidades taumatúrgicas o «milagrosas», por lo que eran muy codiciadas y esto, unido a razones económicas y políticas, desató «una verdadera fiebre» en la época medieval. Todo ello condujo a que se dieran con frecuencia falsificaciones, engaños, y conductas supersticiosas. Fenómenos sociales como las Cruzadas o las peregrinaciones a Tierra Santa y a otros santuarios facilitaron el incremento del número de reliquias en Occidente. Durante la Baja Edad Media se intensificará todavía más este culto a las reliquias.

## Los cuerpos como reliquia

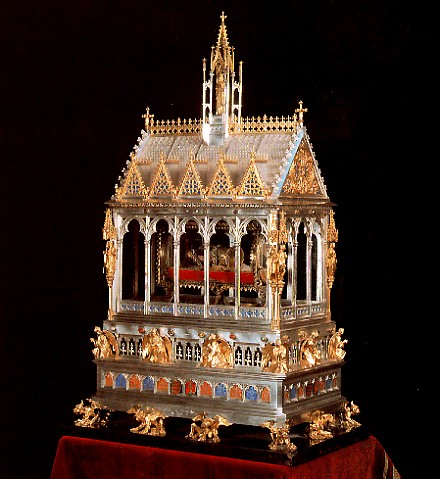
La Santa Diestra (mano derecha) del rey San Esteban I de Hungría (975-1038), custodiada en la Basílica de San Esteban en Budapest, Hungría.

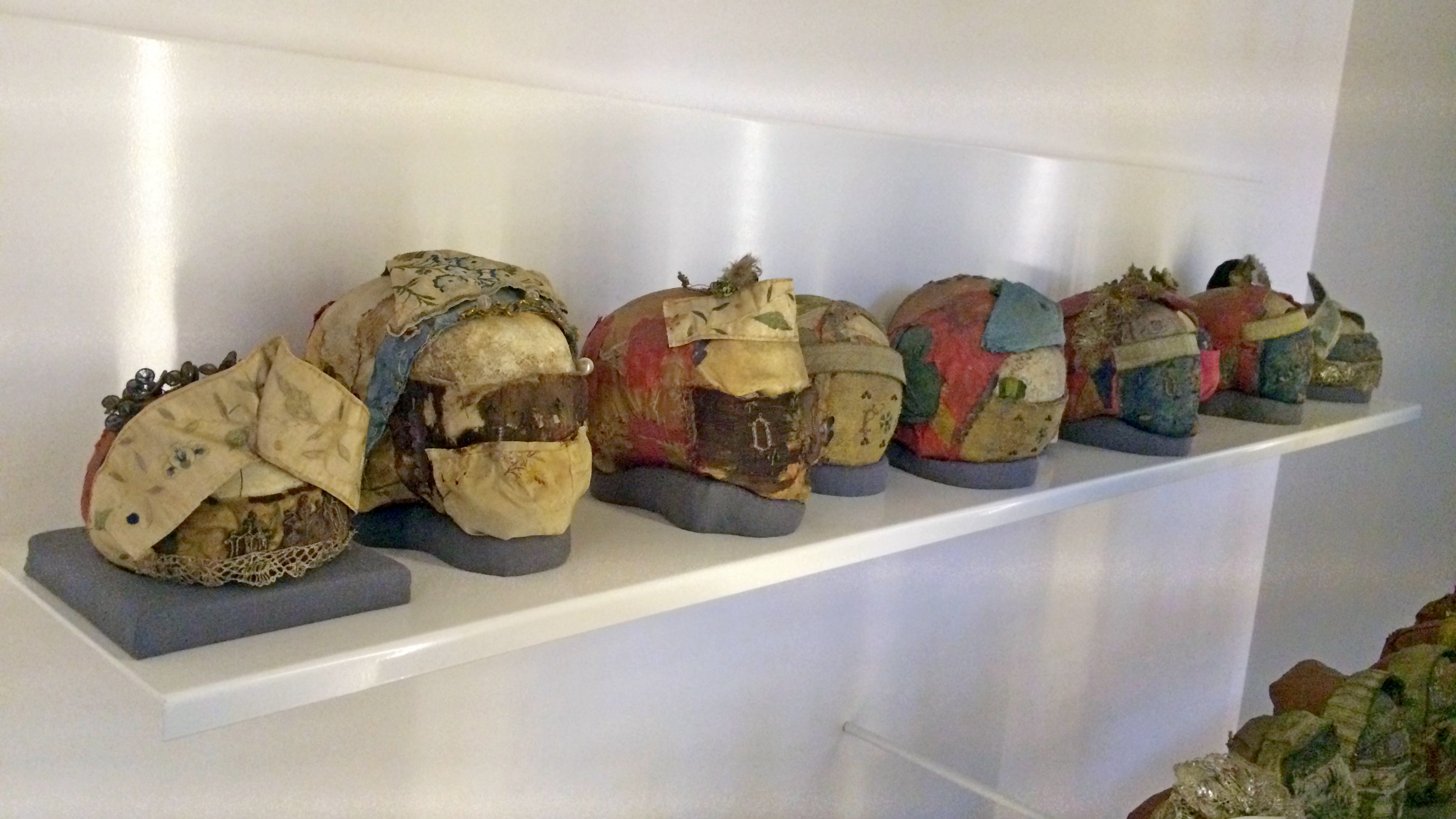
Cráneos en el relicario de la catedral de Hasselt (Bélgica).

Los cuerpos de los mártires llegaron a ser tan preciados y dignos de veneración para aquellos primeros cristianos, hasta el punto de exponer muchas veces su propia vida, precipitándose en la arena de los anfiteatros para recogerlos. Recogían asimismo la sangre derramada, empapándola en esponjas, paños o cualquier otra materia absorbente. Esta reliquia era llamada sangre de los mártires.
Otra manera de obtener estas reliquias era mediante la compra, generalmente pagando en plata. Una vez obtenidas de una forma o de otra las preparaban con perfumes y ungüentos y las envolvían en ricos tejidos, sobre todo en dalmáticas enriquecidas con oro y púrpura. Muchas de estas reliquias de cuerpo entero se encuentran todavía en las catacumbas, en lugares especiales para su enterramiento llamados loculi. Una vez envuelto el cuerpo en la dalmática buscaban un enterramiento digno y lo decoraban, convirtiéndolo en santuario para sus oraciones.
El culto a las reliquias estaba totalmente arraigado en este periodo de los mártires y las persecuciones a los cristianos. El cuerpo de un santo como reliquia llegó a ser indispensable para presidir las asambleas. Las personas particulares también hacían lo imposible por conseguir una reliquia. Se llegaba a pagar por el cuerpo de un mártir sumas considerables. Así lo hace constar Baronio en sus notas al Martirologio romano cuando dice: Christianos consuevisse redimere corpora sanctorum ad sepeliendum ea, acta diversorum matyrum saepe testantur ("Los cristianos acostumbraban recuperar los cuerpos de los santos para darles sepultura, dando fe de los hechos de los distintos mártires").
La adquisición de una reliquia fue motivo en más de una ocasión de altercados, incluso combates, entre distintas ciudades que se la disputaban. Así ocurrió en Francia, entre los habitantes de Poitiers y los de Tours, que mantuvieron una larga reyerta por la posesión del cuerpo de San Martín.
Desde los comienzos del cristianismo, los restos de los mártires estuvieron ligados al sacrificio eucarístico, celebrando los misterios sobre su tumba. No se concebía un altar si no era enterramiento de un santo. En el año 269 el papa san Félix I promulgó una ley para asegurar esta costumbre. Las primeras basílicas construidas después de las persecuciones fueron erigidas encima de las criptas donde yacían los cuerpos de los mártires. Más tarde, algunos de estos cuerpos fueron trasladados a las ciudades para depositarlos en los templos suntuosos construidos para recibirlos. Es más, el quinto concilio de Cartago decretó que no sería consagrada ninguna nueva iglesia que no tuviera una reliquia en su altar.
Se llegaron a depositar los cuerpos-reliquia en las puertas de las iglesias que los fieles besaban antes de entrar. Otro lugar donde se conservaban era en oratorios privados y a veces incluso en casas particulares.
En la segunda mitad del siglo IV empezó la práctica de fragmentar los cuerpos de los santos para repartirlos. Varios teólogos apoyaron la teoría de que, por pequeño que fuera el fragmento, mantenía su virtud y sus facultades milagrosas. Así las reliquias se convirtieron en instrumento de prestigio y fuente de ingresos. Todo esto favorecería el terreno artístico pues algunos autores creen que el inicio de las imágenes está precisamente en ser receptáculo para las reliquias.
A comienzos del siglo XIII, en el IV Concilio de Letrán, se prohibirá la veneración de reliquias sin "certificado de autenticidad"; así el comercio de reliquias, que había ido en auge en los últimos siglos (en el siglo IX había surgido una asociación consagrada a la venta y regulación de reliquias), irá disminuyendo.
En este concilio se acuerda:

Cap. 62. De las reliquias de los Santos. Como quiera que frecuentemente se ha censurado la religión cristiana por el hecho de que algunos exponen a la venta las reliquias de los Santos y las muestran a cada paso, para que en adelante no se la censure, estatuimos por el presente decreto que las antiguas reliquias en modo alguno se muestren fuera de su cápsula ni se expongan a la venta. En cuanto a las nuevamente encontradas, nadie ose venerarlas públicamente, si no hubieren sido antes aprobadas por autoridad del Romano Pontífice…

También hay que mencionar que actualmente, varias reliquias están extraviadas o ya no existen como las reliquias de Santa Genoveva, patrona de París, a quien Luis XV de Francia levantara una iglesia en 1764. Sin embargo en 1793 durante la Revolución francesa, el gobierno transformó esta iglesia en el Panteón, situando bustos de franceses famosos en los lugares de honor y el féretro de plata en el que reposaban sus restos fue fundido, y las reliquias quemadas y esparcidas al río Sena.

## Recuperación de los cuerpos como reliquia
- Una de las narraciones más antiguas sobre este tema está en las actas de la pasión del obispo de Antioquía, San Ignacio, que murió en el anfiteatro de Roma en el año 107, bajo el mandato del emperador Trajano. Fue devorado en la arena por las fieras. Los cristianos se lanzaron para rescatar los restos de Ignacio, y los envolvieron en ricos tejidos para llevarlos a su ciudad, Antioquía.
- Siendo emperador Diocleciano (245-313), Aglae (una mujer rica que vivía en Roma) envió a Bonifacio, su criado, a recoger los cuerpos que encontrara de los mártires para guardarlos como reliquias. Bonifacio partió llevando varias carretas, oro y tejidos preciosos. Pero Bonifacio fue detenido y ejecutado, así que los tesoros que transportó y los tejidos sirvieron para que sus amigos pudieran rescatar su propio cadáver, que fue considerado como reliquia. Parte del cuerpo de Bonifacio (también conocido como Bonifacio de Tarso, cuya festividad se celebra el 14 de mayo) se venera en la localidad valenciana de Petrel.
- En el siglo VIII, el rey de los lombardos, Luitprando desembolsó una suma considerable para hacerse con el cuerpo de San Agustín que se hallaba en poder de los bárbaros.
- Lo mismo ocurrió con las reliquias de San Juan Bautista, que estaban en manos de paganos comerciantes.

## Reliquias por contacto
No sólo era una reliquia sagrada el cuerpo entero del mártir, sino multitud de objetos grandes o pequeños que habían pertenecido al santo o habían estado en contacto con él.
- Eran consideradas reliquias el aceite de las lámparas que se encendían delante de los cuerpos, así como las sábanas dispuestas sobre las tumbas, llamadas brandea. Incluso se tenía como reliquia el polvo recogido en los loculi (lugar de enterramiento en las catacumbas).
- Ropajes y cualquier otro objeto propiedad del mártir, incluso hilos extraídos del tejido de una prenda. En ocasiones estos objetos fueron tenidos como milagrosos en vida de sus propietarios. A San Pablo le pedían a veces su capa para la curación de algún enfermo.
- Instrumentos de tortura. Las cadenas con que habían sido atados en el calabozo eran una reliquia muy preciada. Según cuenta San Gregorio Magno, se distribuían las limaduras metidas en pequeñas llaves de oro. El mismo San Gregorio envió una de esas llaves a Childeberto I (511-558), rey de los francos[5] y otra a Dinamius, un ilustre patricio galo.
- La cruz y los clavos del mártir que moría crucificado eran muy venerados. Muchos instrumentos de suplicio fueron encontrados en las tumbas, junto al cadáver. En uno de los Museos Vaticanos se guardan un gran número de ellos.
- Los lugares en que los mártires habían vivido o simplemente habían pasado algún tiempo fueron tenidos como gran reliquia, por eso en muchas ocasiones se construyeron basílicas allí mismo, como ocurrió con la de Martín de Tours, construida en el lugar donde se suponía que había entregado la mitad de su capa a un pobre. El lugar preferido para levantar templos fue el sitio donde había tenido lugar la muerte, sobre todo en la ciudad de Roma.

## Catálogo de reliquias relevantes

### Reliquias relacionadas con Jesucristo

#### Reliquias de la Pasión

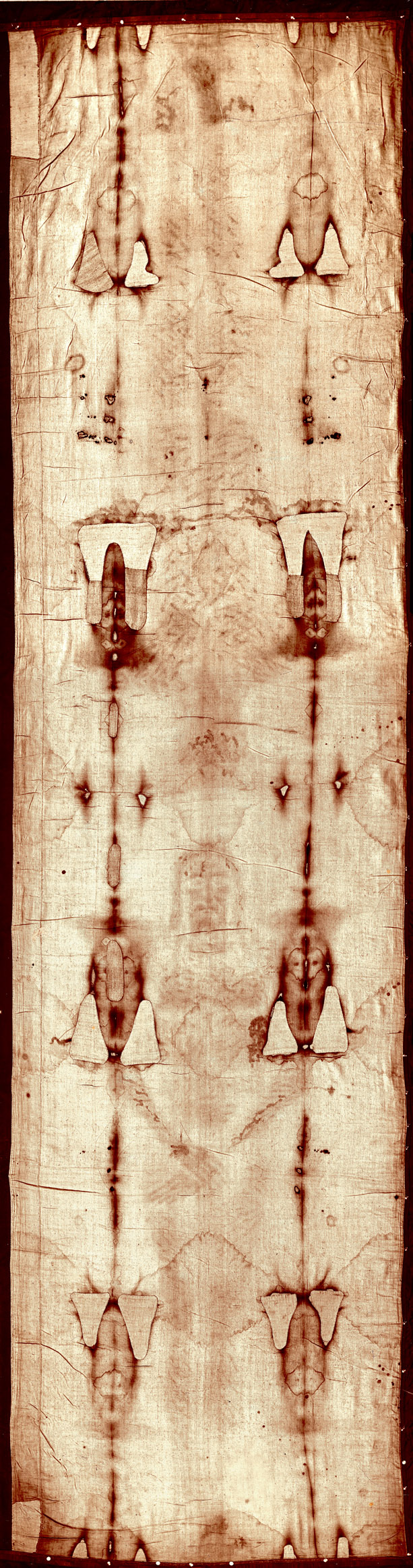
Sudario de Turín.

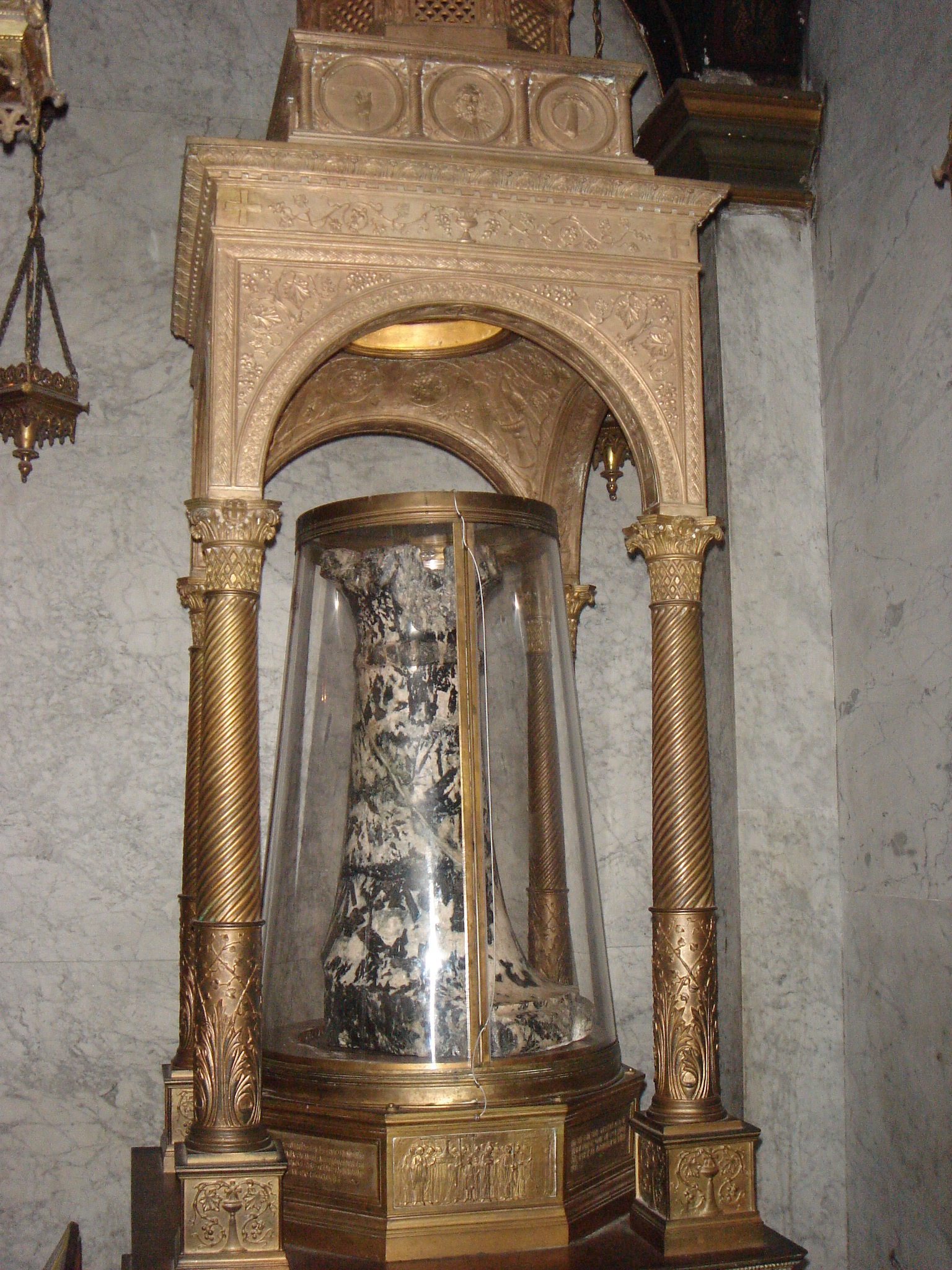
Columna de la Flagelación. Italia.

CruzLa Vera cruz o Lignum Crucis fue el instrumento donde Jesucristo fue crucificado. La cristiandad consideró auténtica la encontrada en Tierra Santa por santa Elena, madre del emperador Constantino I. Fracciones y astillas pertenecientes a dicha Cruz están esparcidas por toda la cristiandad, (se dice que Calvino dudando de su autenticidad, especuló que todas juntas llenarían un barco), los trozos más grandes están en la basílica de la Santa Cruz de Jerusalén de Roma, y en el monasterio de Santo Toribio de Liébana (España).
LanzaLa lanza sagrada es la que tradicionalmente se dice usó el soldado romano Longinos para atravesar el costado de Cristo. Tras muchos vaivenes, se guardó en la catedral de Núremberg. Un estudio reciente afirma que se trata de una punta de lanza del siglo IV con un clavo de la época de Jesús.
CálizEl Santo Grial se define entre otras interpretaciones, como el cáliz de la Última cena (su origen también parece haber sido un cuenco donde José de Arimatea recogió la sangre del crucificado). El Santo Catino de Génova, el santo Cáliz de la Catedral de Valencia y el cáliz de León o (cáliz de doña Urraca) son los que tradicionalmente, se han disputado ser los verdaderos.
Corona de espinasLa corona de espinas que se supone la misma usada en Cristo fue custodiada en la Sainte Chapelle, construida por Luis IX de Francia en 1248 para recibir en ella dicha corona y guardar otras diversas reliquias, (perdidas en su mayor parte durante la Revolución Francesa). La corona (sin espinas) se guardaba en la catedral de Notre Dame, hasta el incendio de 2019, del cual la relíquia se salvó. Las espinas están esparcidas en relicarios por toda la cristiandad. Por ejemplo una espina fue traída por Doña Sancha Raimundez a su regreso de una peregrinación a Roma. La entregó a los monjes del Císter para que edificaran un monasterio y este fue el de la Santa Espina en Valladolid, España.
Sábana o mortajaEl Sudario de Turín o Sábana Santa, es quizá la reliquia más conocida, celosamente custodiada en la capilla de la Sábana Santa, anexa a la catedral de Turín en Italia. Mientras algunos estudios la fechan en la Edad Media, otros han concluido que esto sería inviable debido al grado de conocimiento que implicaría la realización de una imagen semejante en esa época.
Velo de la VerónicaEl Santo Rostro es una de tantas Vera icon. Varias iglesias dicen guardar dicho velo con esa imagen (o son copias directas): la catedral de Jaén, la basílica de San Pedro, la basílica del Sagrado Corazón (París), el monasterio de la Santa Faz de Alicante, la santa Faz de Manoppello, etc.
Sudario del rostroEl  Sudario de Oviedo que se conserva en la catedral de Oviedo en España, es un pañuelo con manchas de sangre que se cree fueron impregnadas al envolver la cabeza de Cristo después de muerto. Está dentro de un marco de madera chapeado de plata del siglo XVIII, guardado en un armario con dos llaves, una en poder del arzobispo y otra en poder del deán de la catedral. Según varios estudios, se ha determinado que el Sudario de Oviedo y la Sábana Santa de Turín estuvieron en contacto con el mismo cuerpo.
Clavos de la CruzLos clavos de la Cruz, se supone son los mismos encontrados por la madre de Constantino, Santa Elena:
- Un clavo se lo ocultó en el freno del caballo de Constantino. Actualmente todo el bocado se venera en una cruz de madera y cristal en la catedral de Milán.
- La catedral de Monza conserva la corona de Hierro de Lombardía, que según una tradición se elaboró con un clavo utilizado en la crucifixión de Jesucristo.
- Otro clavo se encuentra custodiado en la basílica de la Santa Cruz de Jerusalén en Roma.
- También en la catedral de Notre Dame, se guarda un clavo del que se cree fue utilizado en la cruz.

Otros lugares donde también se exhibe un clavo (o quizá un duplicado tocado al original) o que podrían provenir de la propia estructura de la Cruz (el travesaño, el reposapiés o incluso del título INRI) son: el Palacio Imperial de Hofburg de Viena, la catedral de Treveris, la catedral de Bamberg, y en la catedral de Colle di Val d'Elsa, entre otros lugares.
Letrero de la CruzEl Titulus crucis conocido comúnmente por su sigla INRI, es lo que queda de una deteriorada tabla de madera, mostrada en la basílica de la Santa Cruz de Jerusalén, aunque se opina pueda tratarse del original, también puede ser la réplica directa del mismo.
EsponjaUn pedazo de la esponja con la que dieron de beber a Jesús en la cruz, se presume está guardada (junto con parte de su sangre), en la basílica de San Andrés (Mantua) en Italia.
Columna de la flagelación y azotesAl parecer existen varios lugares donde se dice estar dicha columna (o fragmentos de esta ), por ejemplo en el Santo Sepulcro en Jerusalén, o en la basílica de Santa Práxedes en Roma. Por su parte los azotes o flagelos, se cree que se conservan en la catedral de Anagni, y en la iglesia Santa María in Via Lata en Roma.

#### Las vestiduras de Cristo
La Santa Túnica o túnica inconsútil (sin costuras), que la piadosa tradición supone tejida por su madre, se cree es la que se conserva en la catedral de Tréveris en Alemania. También actualmente, se conserva otra túnica (parecida a un manto), en la basílica de Saint-Denys d'Argenteuil en Francia.

#### Sandalias
Se atribuye que lo que queda de las sandalias de Jesús están en la Basílica del Santo Salvador (Prüm) en Alemania, incorporadas a un decorado «relicario textil».

#### Pesebre y pañales
El Evangelio cuenta que al nacer Jesús, fue envuelto en pañales y acostado en un pesebre. Pedazos de madera de lo que tal vez era parte de esa "cuna", se exhiben en un relicario en la Basílica de Santa María la Mayor, en Roma. Con respecto a los pañales que lo envolvieron, se dice que unos están en un gran cofre de la catedral de Aquisgrán, Alemania. También se menciona que en España (por ejemplo en Catedral de la Seo Vieja (Lérida)), se guardaban supuestos santos pañales, pero que desaparecieron durante la guerra civil, no quedando más que pequeñísimos retazos.

#### Reliquias corporales
- El Santo prepucio.
- La Santísima Sangre.

### Otras reliquias famosas
La Tumba de San Pedro en las grutas vaticanasGuarda lo que tradicionalmente se afirma son los huesos de San Pedro.
Reliquias de María, madre de JesúsEn la Catedral de Chartres se venera un velo del que se atribuye perteneció a María, también en el Convento-Santuario de la Virgen de las Maravillas en Cehegín se venera parte del mismo velo que perteneció a la madre de Jesús. Lo que sería su túnica o vestido, se custodia en el Museo de historia y arquitectura del Palacio de Dadiani en Zugdidi, Georgia. También existen reliquias de lo que serían partes del cinturón de María, conocido como el santo cíngulo, una parte esta en la Catedral de Prato en Italia, y otra en el monasterio de Vatopedi del Monte Athos.
Reliquias de María MagdalenaSe encuentra en la Basílica de Saint-Maximin-la-Sainte-Baume en Aix en Provenza, Francia, entre otros lugares.
Reliquias de Santa Ana, madre de MaríaEn 1205 llegaron a Chartres. Desde entonces se empezó a difundir la devoción por esta santa.
El cuerpo de San AndrésLos cruzados tomaron Constantinopla en el siglo XIII; poco después, las reliquias fueron robadas y trasladadas a la catedral de Amalfi, en Italia. Su cabeza fue trasladada a Roma en 1462 y fue colocada en la Basílica de San Pedro. El papa Pablo VI, como gesto ecuménico, la devolvió a la iglesia ortodoxa en 1964.
Las reliquias de los Reyes MagosEn la Catedral de Colonia en Alemania se encuentra el relicario de los Tres Reyes Magos, donde se dice descansan los restos de dichos personajes.
Túnica de San VicenteFue llevada a París por Childeberto I luego de su regreso de varias expediciones contra los visigodos de España. En su honor construyó a las puertas de París el famoso monasterio de San Vicente, conocido posteriormente como Saint-Germain-des-Prés.
Reliquias del mártir AntolínPríncipe visigodo ejecutado en Toulouse en el siglo V. Según la tradición, el rey Wamba, después de derrotar una rebelión llevó desde Narbona el cuerpo del santo, o parte de él, que fue depositado en la Cripta de San Antolín de la Catedral de Palencia (España).
Las reliquias de Santa ÁguedaVeneradas en la Catedral de Catania. En la localidad de Sorihuela del Guadalimar (Jaén), existe un pequeño fragmento del cuero cabelludo de la santa, extraído del cráneo que se custodia en la ya mencionada catedral.
La Santa Diestra del rey San Esteban I de HungríaSe conserva en la Basílica de San Esteban en Budapest, venerada desde antes de la canonización del monarca húngaro en 1083.
Los dos brazos de Santa TeclaConservados en la Catedral de Santa María de Tarragona, Tarragona, España.
Las reliquias de la Beata Alejandrina de BalazarSon veneradas en la Iglesia Parroquial de Balazar, Portugal.
Los relicarios con los cráneos de los santos dominicos Martín de Porres, Rosa de Lima, y Juan MaciasSe exhiben en la Basílica y Convento de Santo Domingo, en Perú.
La canilla del Papa San Clemente de RomaReliquia conservada en la Iglesia Matriz de la Concepción de Santa Cruz de Tenerife (España). En Chile se conservan otras reliquias de este santo.

## Juramento
En una época que se desconoce comenzó la costumbre de jurar sobre las reliquias, de la misma manera que se jura sobre la Biblia o los Evangelios en determinados casos. Los ejemplos documentados son del siglo VI en adelante.
Existe uno muy interesante por la cantidad de detalles que se dan, en que San Gregorio llama a unos personajes ilustres de la ciudad de Rávena para que se presenten ante la tumba de San Apolinar de Rávena (primer obispo de la iglesia de esta ciudad); con la mano puesta sobre las reliquias de este santo, aquellos hombres dieron testimonio de lo que se les pedía, empleando para este juramento una fórmula especial que se conserva en diversos documentos.

## Colecciones y coleccionistas
Después de los debates habidos en el Concilio de Trento, las reliquias y lo que representaban tomaron más importancia todavía y su posesión llegó a ser una especie de obsesión. Gente particular, gente de la nobleza, religiosos y los mismos reyes se desvivían por adquirir y acumular reliquias que en alguno de los casos llegaron a constituir colecciones magníficas que implicaban obras de arte muy buenas.

### Felipe II
En España el rey Felipe II fue un destacado coleccionista de reliquias. Entre 1569 y 1599 llegó a acumular cerca de 800 piezas. Su colección se hizo famosa en toda la cristiandad, llegándose a afirmar que poseía reliquias de la práctica totalidad de los santos que integraban el santoral. Además promovió una especie de rescate de reliquias pertenecientes a santos de la iglesia española que por distintas causas se encontraban en el extranjero, como fue el caso de las reliquias de Santa Leocadia.
La colección privada de este rey se encuentra en la basílica del Monasterio de El Escorial (Madrid), donde mandó construir dos altares especiales a ambos lados del altar mayor. Uno está dedicado a san Jerónimo y el otro a la Asunción. En ellos mandó realizar 80 relicarios al orfebre Juan de Arfe; muchos de ellos están firmados por el artista y otros no, lo que hace suponer que salieron de su taller y bajo su dirección aunque no fuera él su autor directo. El resto de los relicarios son obra de otro platero cuyo anagrama puede leerse en una placa en la parte posterior del relicario.
En el conjunto predomina el busto parlante, muy del gusto de la época, que revela al espectador de una sola ojeada el tipo de reliquia que aloja. Juan de Arfe realizó 22 cabezas o bustos parlantes, 6 de santos, 16 de santas. La policromía corrió a cargo de Fabrizio Castelo. Se conservan los libros de entregas en los que se describe con todo detalle la fecha y la descripción de cada relicario.

### Magdalena de Ulloa y Villagarcía
La noble castellana doña Magdalena de Ulloa, como Felipe II, sentía una devoción especial hacia las sagradas reliquias. Tutora de Juan de Austria, a quien crio en el Castillo-palacio de los Quijada en Villagarcía de Campos, se valió del favor de que gozaba en Roma don Juan, después de la Batalla de Lepanto, con Pío V y su sucesor Gregorio XIII, para obtener una valiosa colección. También los Generales de la Compañía de Jesús, Everardo Mercuriano y Claudio Acquaviva, en agradecimiento a su bienhechora, enviaron reliquias a Villagarcía.
Alcanzó y juntó tantas que le pareció conveniente dedicar la primera capilla de la Colegiata de Villagarcía a las mismas. El artífice principal de la capilla es Tomás de Sierra (discípulo de Gregorio Fernández) y a su gubia se deben la mayoría de las estatuas que hay en ella.
Hay en la Colegiata cincuenta estatuas de Sierra, entre pequeñas y grandes; además de los grupos escultóricos. El pequeño tamaño de muchas de estas figuras realza su valor artístico, haciendo de la Capilla del Relicario de Villagarcía uno de los conjuntos capitales de la escultura española.